# وشنات (أولاد حمامة)
وشنات هو دُوَّار يقع بجماعة بني تادجيت، إقليم فكيك، جهة الشرق في المملكة المغربية. ينتمي الدوّار لمشيخة أولاد حمامة التي تضم دوار واحد. يقدر عدد سكانه بـ 116 نسمة حسب الإحصاء الرسمي للسكان والسكنى لسنة 2004.

## روابط خارجية
- البوابة الوطنية للجماعات الترابية
- المندوبية السامية للتخطيط